# Stauroula Kozompolī
Stauroula Kozompolī (in greco Σταυρούλα Κοζομπόλη?, traslitterato anche Stavroula Kozompoli; 14 gennaio 1974) è una pallanuotista greca, vincitrice di una medaglia d'argento ai giochi olimpici di Atene 2004.